# Nowen (Band)
Nowen ist eine finnische Thrash- und Death-Metal-Band aus Raahe, die 1999 gegründet wurde.

## Geschichte
Die Band wurde 1999 von Mikko „Lappis“ Lappalainen gegründet. Da er in seiner Heimatstadt keine passenden Musiker fand, zog er nach Lahti. Zwischen 2001 und 2003 erschienen die ersten beiden Demos From Birth to Death und Cursed or Blessed (2002) und es wurden Auftritte abgehalten. Auf dem ersten Demo besteht die Band nur aus Lappalainen, während auf dem zweiten die Besetzung neben ihm aus dem Gitarristen Kimmo Korhonen, dem Bassisten Jan Huovinen und dem Schlagzeuger Jarkko Turtiainen besteht. Innerhalb von wenigen Jahren trennte sich Lappalainen von allen anderen Mitgliedern. Kurze Zeit später holte er seine Freunde Jarno „Terminator X“ Nurmi (E-Bass) und Markus „Kusmar Rotten“ Taipale (E-Gitarre) zur Besetzung hinzu. Im selben Jahr erschien die EP Where Hell Begins. Hierauf besteht die Band aus dem Sänger, Gitarristen und Bassisten Lappalainen und dem Schlagzeuger Ville „Vominator“ Vehvilänen. 2006 bestand die Besetzung aus Lappalainen, Taipale, Nurmi und Vehvilänen. Nach weiteren Auftritten und Proben begannen 2008 die Aufnahmen zum Debütalbum. 2010 erschien über Violent Journey Records das Debütalbum Nothing But Death, dem sich 2012 bei demselben Label Essence of Fear anschloss. Das dritte Album, das den Namen Peace with Death trägt, erschien 2016 bei Musica Production.

## Stil
Walter von Metal.de schrieb in seiner Rezension zu Essence of Fear, dass es sich bei Nowen um eine untypische finnische Band handele, da es den Liedern an einer melancholischen Atmosphäre mangele. Die Gruppe biete eine Mischung aus „rumpeligem“ Thrash Metal, Death Metal im schwedischen Stil und traditionellem Death Metal. Die Riffs würden an klassische Thrash-Metal-Bands wie Sepultura erinnern, während das gesamte Erscheinungsbild eher Erinnerungen an Dissection (was die Atmosphäre betreffe) oder Deicide wachrufen würde. Mark Gromen von bravewords.com rezensierte Peace with Death und merkte an, dass die Band technisch weitaus anspruchsvoller spielt als für eine gewöhnliche Death- und Thrash-Metal-Band üblich. Vor allem die sich verändernde Tonalität, die Melodien und die Gitarrenarbeit würden an Dissections Storm of the Light’s Bane oder die späteren Death erinnern. Auch seien reine Thrash-Metal-Songs wie Choices vorhanden.

## Diskografie
- 2001: From Birth to Death (Demo, Eigenveröffentlichung)
- 2002: Cursed or Blessed (Demo, Eigenveröffentlichung)
- 2005: Where Hell Begins (EP, Eigenveröffentlichung)
- 2010: Nothing But Hate (Album, Violent Journey Records)
- 2012: Essence of Fear (Album, Violent Journey Records)
- 2016: Peace with Death (Album, Musica Production)